# Top 16 de la Euroliga 2015-16
El Top 16 de la Euroliga 2015-16 se disputó del 29 de diciembre de 2015 al 7 de abril de 2016. Un total de 16 equipos compitieron en el Top 16 para decidir los ocho equipos que participan en los Playoffs.

## Formato
En cada grupo, los equipos jugaron dos partidos (en casa y a domicilio) contra los restantes equipos de su grupo. Las jornadas fueron 29-30 de diciembre de 2015, 7-8 de enero, 14-15 de enero, 21-22 de enero, 28-29 de enero, 4-5 de febrero, 11-12 de febrero, 25-26 de febrero, 3-4 de marzo, 10-11 de marzo, 17-18 de marzo, 24-25 de marzo, 31 de marzo-1 de abril y 6-7 de abril de 2016.
Los cuatro primeros equipos de cada grupo se clasificaro a los playoffs, mientras que los cuatro últimos equipos quedaron eliminados.

### Desempates
Si los equipos están empatados a victorias al final del Top 16, se aplican los siguientes criterios para el desempate:
1. Victorias y derrotas entre los equipos implicados.
2. Diferencia de puntos entre los equipos implicados.
3. Diferencia de puntos durante el Top 16.
4. Puntos conseguidos durante el Top 16.
5. Suma de los cocientes de los puntos a favor y puntos en contra en cada partido del Top 16.

## Grupos

### Grupo E
| Pos. | Equipo            | PJ | PG | PP | PF   | PC   | +/-  | Clasificación          |
| ---- | ----------------- | -- | -- | -- | ---- | ---- | ---- | ---------------------- |
| 1.   | Fenerbahçe        | 14 | 11 | 3  | 1095 | 1032 | +63  | Avanzan a los Playoffs |
| 2.   | Lokomotiv Kuban   | 14 | 9  | 5  | 1099 | 978  | +121 | Avanzan a los Playoffs |
| 3.   | Panathinaikos     | 14 | 9  | 5  | 1067 | 1027 | +40  | Avanzan a los Playoffs |
| 4.   | Estrella Roja     | 14 | 7  | 7  | 1038 | 1060 | –22  | Avanzan a los Playoffs |
| 5.   | Anadolu Efes      | 14 | 7  | 7  | 1121 | 1106 | +15  | Eliminados             |
| 6.   | Darüşşafaka Doğuş | 14 | 5  | 9  | 1060 | 1083 | –23  | Eliminados             |
| 7.   | Unicaja           | 14 | 4  | 10 | 971  | 1076 | –105 | Eliminados             |
| 8.   | Cedevita          | 14 | 4  | 10 | 1038 | 1127 | –89  | Eliminados             |

### Grupo F
| Pos. | Equipo             | PJ | PG | PP | PF   | PC   | +/-  | Clasificación          |
| ---- | ------------------ | -- | -- | -- | ---- | ---- | ---- | ---------------------- |
| 1.   | CSKA Moscú         | 14 | 10 | 4  | 1299 | 1185 | +114 | Avanzan a los Playoffs |
| 2.   | Laboral Kutxa      | 14 | 9  | 5  | 1110 | 1075 | +35  | Avanzan a los Playoffs |
| 3.   | FC Barcelona Lassa | 14 | 8  | 6  | 1085 | 1059 | +26  | Avanzan a los Playoffs |
| 4.   | Real Madrid        | 14 | 7  | 7  | 1173 | 1165 | +8   | Avanzan a los Playoffs |
| 5.   | Khimki             | 14 | 7  | 7  | 1164 | 1138 | +26  | Eliminados             |
| 6.   | Brose Baskets      | 14 | 7  | 7  | 1073 | 1088 | –15  | Eliminados             |
| 7.   | Olympiacos         | 14 | 6  | 7  | 1083 | 1105 | –22  | Eliminados             |
| 8.   | Žalgiris           | 14 | 2  | 12 | 1007 | 1179 | –172 | Eliminados             |

## Resultados

### Grupo E
|                   | FNB     | EFS   | PAO   | DDI   | LOK   | UNI   | CZT   | CED   |
| ----------------- | ------- | ----- | ----- | ----- | ----- | ----- | ----- | ----- |
| Fenerbahçe        |         | 90–86 | 82–75 | 77–69 | 85–79 | 80–59 | 72–65 | 86–73 |
| Anadolu Efes      | 73–77   |       | 91–86 | 84–71 | 61–76 | 87–67 | 85–84 | 80–76 |
| Panathinaikos     | 76–71   | 83–78 |       | 82–79 | 84–79 | 68–66 | 63–74 | 76–60 |
| Darüşşafaka Doğuş | 100–106 | 68–72 | 84–86 |       | 87–86 | 78–55 | 69–66 | 72–79 |
| Lokomotiv Kuban   | 52–55   | 78–77 | 76–67 | 82–58 |       | 81–60 | 86–62 | 87–63 |
| Unicaja           | 71–67   | 75–85 | 58–76 | 70–62 | 64–82 |       | 72–78 | 90–67 |
| Estrella Roja     | 65–88   | 91–82 | 69–67 | 61–80 | 80–66 | 87–73 |       | 94–74 |
| Cedevita          | 89–59   | 84–80 | 60–78 | 77–83 | 75–89 | 78–91 | 83–62 |       |

### Grupo F
|                    | OLY   | FCB   | BRO   | RMB   | CSK    | KHI    | LBO   | ZAL    |
| ------------------ | ----- | ----- | ----- | ----- | ------ | ------ | ----- | ------ |
| Olympiacos         |       | 74–62 | 72–77 | 99–84 | 96–99  | 89–77  | 82–68 | 74–59  |
| FC Barcelona Lassa | 82–66 |       | 75–57 | 72–65 | 100–98 | 87–70  | 78–81 | 92–86  |
| Brose Baskets      | 72–71 | 74–70 |       | 86–90 | 91–83  | 84–79  | 89–69 | 96–63  |
| Real Madrid        | 84–72 | 86–87 | 82–79 |       | 87–96  | 83–70  | 68–77 | 92–86  |
| CSKA Moscú         | 92–85 | 93–82 | 91–70 | 95–81 |        | 108–98 | 90–78 | 100–86 |
| Khimki             | 98–66 | 75–61 | 78–61 | 82–93 | 91–89  |        | 76–68 | 111–80 |
| Laboral Kutxa      | 76–82 | 75–71 | 90–64 | 89–88 | 81–71  | 98–83  |       | 71–65  |
| Žalgiris           | 75–55 | 59–66 | 75–73 | 75–90 | 59–94  | 71–76  | 68–89 |        |

## Estadísticas individuales

### Valoración
| Pos. | Jugador           | Equipo          | Partidos | Valoración | VPP  |
| ---- | ----------------- | --------------- | -------- | ---------- | ---- |
| 1.   | Nando de Colo     | CSKA Moscú      | 12       | 321        | 26,8 |
| 2.   | Ioannis Bourousis | Laboral Kutxa   | 14       | 298        | 21,3 |
| 3.   | Malcolm Delaney   | Lokomotiv Kuban | 14       | 283        | 20,2 |

### Puntos
| Pos. | Jugador        | Equipo     | Partidos | Puntos | PPP  |
| ---- | -------------- | ---------- | -------- | ------ | ---- |
| 1.   | Miloš Teodosić | CSKA Moscú | 14       | 258    | 18,4 |
| 2.   | Nando de Colo  | CSKA Moscú | 12       | 252    | 21,0 |
| 3.   | Alexey Shved   | Khimki     | 14       | 225    | 16,1 |

### Rebotes
| Pos. | Jugador           | Equipo        | Partidos | Rebotes | RPP |
| ---- | ----------------- | ------------- | -------- | ------- | --- |
| 1.   | Ioannis Bourousis | Laboral Kutxa | 14       | 125     | 8,9 |
| 2.   | Gustavo Ayón      | Real Madrid   | 14       | 116     | 8,3 |
| 3.   | Nicolò Melli      | Brose Baskets | 14       | 91      | 6,5 |

### Asistencias
| Pos. | Jugador          | Equipo       | Partidos | Asistencias | APP |
| ---- | ---------------- | ------------ | -------- | ----------- | --- |
| 1.   | Thomas Heurtel   | Anadolu Efes | 10       | 77          | 7,7 |
| 2.   | Tyrese Rice      | Khimki       | 14       | 105         | 7,5 |
| 3.   | Sergio Rodríguez | Real Madrid  | 14       | 104         | 7,4 |